# Bożena Hinca
Bożena Hinca (ur. 8 marca 1981) – polska judoczka. 
Była zawodniczka WKS Flota Gdynia (1993-2004). Trzykrotna brązowa medalistka mistrzostw Polski seniorek (1999 – w kategorii do 57 kg, 1999 i 2000 – mistrzostwa Polski Open w kat. do 60 kg). Ponadto m.in. młodzieżowa wicemistrzyni Polski 2002.